# آلیس پلایتن
آلیس پلایتن (انگلیسی: Alice Playten؛ ۲۸ اوت ۱۹۴۷ – ۲۵ ژوئن ۲۰۱۱) یک هنرپیشه اهل ایالات متحده آمریکا بود. وی بین سال‌های ۱۹۵۹ تا ۲۰۱۱ میلادی فعالیت می‌کرد.
از فیلم‌ها یا برنامه‌های تلویزیونی که وی در آن نقش داشته است می‌توان به هوی متال و ریباند اشاره کرد.